# Arumugamangalam Venkatachalam Ganesan
Arumugamangalam Venkatachalam Ganesan (* 7. Juni 1935 in Tirunelveli, Tamil Nadu, Britisch-Indien) ist ein indischer Verwaltungsbeamter. Ganesan war von 2000 bis 2008 Mitglied des Appellate Body der Welthandelsorganisation (WTO).

## Leben
In seiner akademischen Laufbahn erhielt er einen Master of Arts und einen Master of Sciences in Chemie der Universität Madras. Rechtswissenschaften hatte das spätere Mitglied des obersten Gerichtes der WTO jedoch nicht studiert.
Er wurde 1959 Mitglied des Indian Administrative Service, in welchem er in unterschiedlichen Positionen bis Juni 1993 blieb. Darunter waren von 1980 bis 1985 eine Abordnung zum Hauptquartier der Vereinten Nationen in New York und das Amt des Hauptverhandlungsführer Indiens in der Uruguay-Runde.
Nachdem er 1993 in den Ruhestand eingetreten war, wurde er Berater, insbesondere in Fragen des Welthandelsrechts und des geistigen Eigentums, für verschiedene Organisationen innerhalb der Vereinten Nationen, so der Konferenz der Vereinten Nationen für Handel und Entwicklung (UNCTAD), der Organisation der Vereinten Nationen für industrielle Entwicklung (UNIDO) und des Entwicklungsprogramm der Vereinten Nationen (UNDP).
Im Rahmen des Welthandelsrechts war er Mitglied einer Expertengruppe unter dem SCM Agreement und war Panelist in mehreren Panels, unter anderem in United States - Section 110(5) of the US Copyright Act und European Union – Anti-Dumping measures on Biodiesel from Argentina.
Im Jahr 2000 wurde er zum Mitglied des Appellate Body der WTO gewählt. Er wurde 2004 für eine weitere Amtszeit bestätigt und schied 2008 aus dem Amt. Von 2005 bis 2006 war er Vorsitzender des Gremiums.